# Phillip Heath

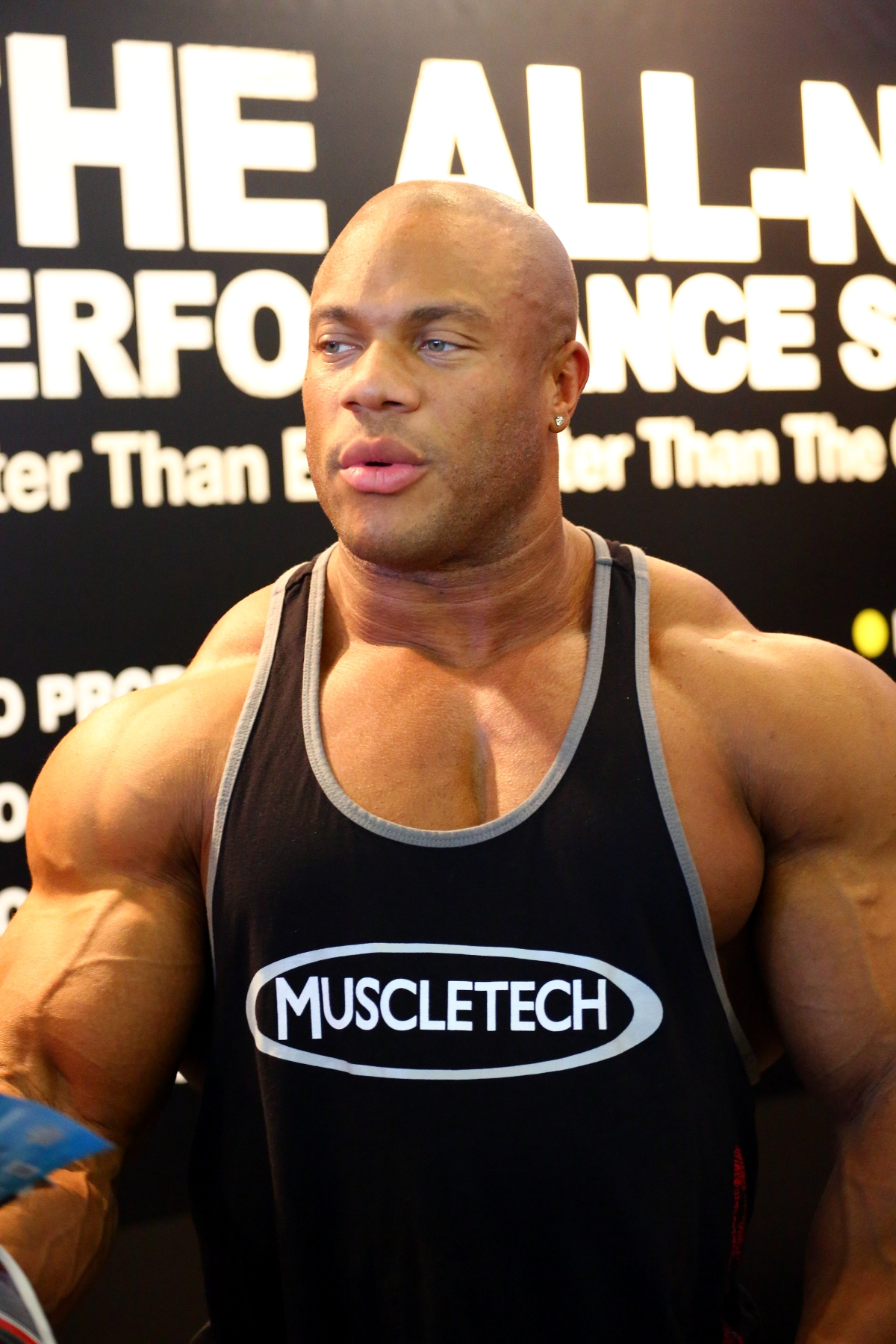
Phil Heath

Phillip ('Phil') Jerrod Heath (Seattle,  Washington, 18 december 1979) is een Amerikaans IFBB-professioneel bodybuilder. 

## 2008 tot heden
Bij zijn Mr Olympia-debuut in 2008  werd Heath derde, achter Dexter Jackson en Jay Cutler en werd zo de eerste nieuwkomer sinds Flex Wheeler, die de top drie haalde. In 2010 was het een nek aan nek race met Cutler maar moest Heath het toch nog doen met een tweede plaats en ging Cutler er met de Sandow-trofee vandoor. Een jaar later slaagde Heath er wel in om van Cutler te winnen en  werd hij de nieuwe Mr. Olympia. In 2012 deed Jay Cutler niet mee en was het een strijd met Kai Greene die uiteindelijk toch door Heath gewonnen werd. Ook in 2013 was het weer een nek aan nek race tegen Kai Greene. Beide atleten waren erg goed in vorm, alleen Greene hield iets meer vocht vast waardoor de Mr. Olympia weer door Heath gewonnen werd.

## Mr.Olympia, vanaf 2008
- 2008, 3e plaats
- 2009, 5e plaats
- 2010, 2e plaats
- 2011,
- 2012,
- 2013,
- 2014,
- 2015,
- 2016,
- 2017,
- 2018, 2e plaats
- 2020, 3e plaats